# 和合村 (長野県)
和合村（わごうむら）は、長野県下伊那郡にあった村。現在の阿南町大字和合にあたる。

## 地理
- 山：上黒田山、西峰山、丸山、蛇峠山、長根山、亀沢山、汗馬山
- 河川：和知野川、売木川

## 歴史
- 1948年（昭和23年）7月1日 - 豊村が分割され、大字和合の区域をもって発足（残部には売木村が発足）。
- 1953年（昭和28年）1月2日 - 旦開村との村境で南信交通（出典ママ）のバスが帯川に転落。死者4人、重軽傷者24人[1]。
- 1957年（昭和32年）7月1日 - 大下条村・旦開村と合併して阿南町が発足。同日和合村廃止。

## 交通
- 国道151号